# Harry Warburton
Pour les articles homonymes, voir Warburton.
Harry Warburton, né le 10 avril 1921 et mort en mai 2005, est un bobeur suisse notamment médaillé de bronze aux Jeux olympiques d'hiver de 1956 en bob à deux et deux fois champion du monde.

## Carrière
Pendant sa carrière, Harry Warburton remporte trois médailles aux championnats du monde. Il remporte l'or en bob à quatre en 1954 à Cortina d'Ampezzo en Italie. En 1955 à Saint-Moritz, il gagne l'or en bob à deux et l'argent en bob à quatre. Aux Jeux olympiques d'hiver de 1956 organisés à Cortina d'Ampezzo, Harry Warburton est médaillé de bronze en bob à deux avec Max Angst et quatrième en bob à quatre.

## Palmarès

### Jeux Olympiques
- : médaillé de bronze en bob à 2 aux JO 1956.

### Championnats monde
- : médaillé d'or en bob à 4 aux championnats monde de 1954.
- : médaillé d'or en bob à 2 aux championnats monde de 1955.
- : médaillé d'argent en bob à 4 aux championnats monde de 1955.